# 江南社会学院
江南社会学院，又称国家安全部行政学院，是一所隶属于中华人民共和国国家安全部的成人高等学校。院部位于江苏省苏州市吴中区郭巷尹山湖3号。

## 历史
学院于1984年在尹山湖地区建立。1999年，中华人民共和国教育部发文暂停其招生。目前主要承担科研与国安系统内部培训任务。

## 出版
该校主办的期刊《江南社会学院学报》，其国家安全研究获得全国社科学报优秀栏目称号。该刊物的对外公开地址为苏州市47号信箱。